# Черемисовские водопады
Череми́совские водопа́ды (укр. Черемисівськи водоспади, крымскотат. Köpürliköy şelâleleri, Копюрликой шелялелери) — это серия водопадов, расположенных в ущелье Кок-Асан Белогорского района Крыма. Водопады образованы небольшой горной речкой Кучук-Карасу. Как большинство горных рек Крыма, она пересыхает летом, но обильные осадки могут её быстро наполнить и превратить в бурный поток.
Большая часть пути в ущелье не экскурсионная, в целом же ущелье Кок-Асан — довольно живописный туристический маршрут. В верхней части ущелья расположен ряд каскадиков и ванночек с водой изумрудного цвета. Завершаются они большим и очень красивым каскадом. Далее туристическая тропа часто переходит с одного берега на другой и приводит к водопаду «Любви». Здесь две струи воды, падающие с небольшой высоты, образуют одну заводь — ванну «Любви». Рядом расположен эфемерный водопад «Косичка», который падает тонкими струйками с высокого уступа. Этот водопад самый высокий, но пересыхает одним из первых. За ними следуют водопады «Молодости» и «Здоровья».
Далее речка протекает по ущелью образуя ещё несколько каскадиков и ванночек и выносит свои воды к селу Поворотное (Айланма). Поэтому, наверное, правильнее было бы называть водопады «Поворотненскими», но ради более благозвучного названия, их называют по названию расположенного рядом села Черемисовка (Копюрликой).